# Елітарна література
Еліта́рна літерату́ра — один з двох потоків сучасного літературного процесу (іншим є масова література).
Елітарні твори вирізняються інтелектуальною та естетичною ускладненістю, наявністю багатого підтексту та зашифрованої образності. Часто суттєву роль у них відіграють літературний і культурний контексти. Такі твори потребують активного, освіченого і розвиненого читача, який би у процесі знайомства з текстом залучався до «співавторства».
Елітарна література розрахована на читача, який має певний рівень внутрішньої культури та освіти, орієнтується в літературному процесі, опанував літературознавчу термінологію. У цих творах порушуються філософські та загальнолюдські проблеми, а також наявні широкі інтертекстуальні зв'язки.